# شاتو دو دیئپ

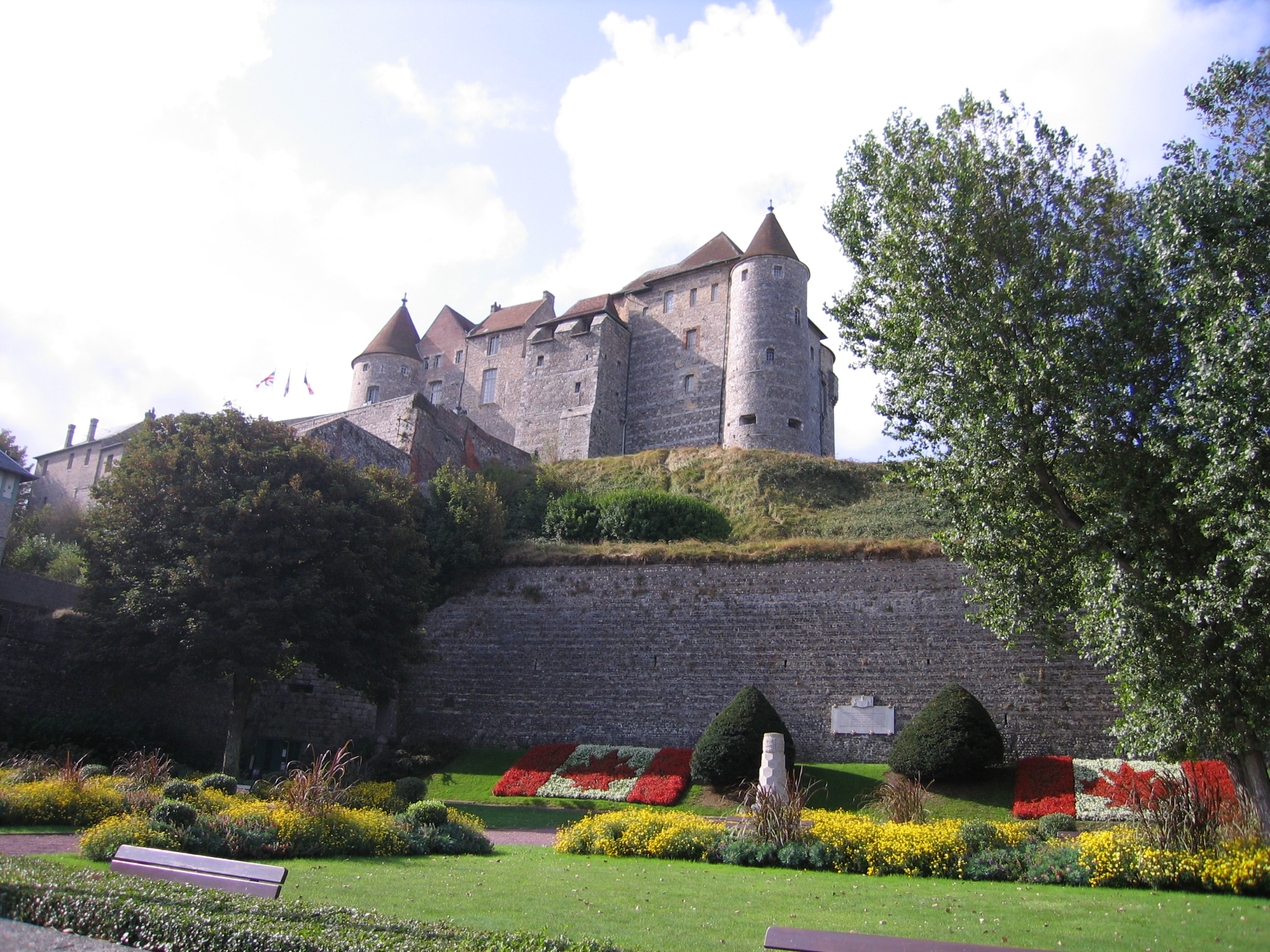

شاتو دو دیئپ (به فرانسوی: Château de Dieppe) قلعه‌ای در شهر دیئپ در فرانسه در بخش دپارتمان سن-ماریتیم است.
این قلعه در سال ۱۱۸۸ توسط پادشاه انگلستان هنری دوم تأسیس شد و در سال ۱۱۹۵ توسط پادشاه فرانسه فیلیپ دوم ویران شد. این سایت در قرن چهاردهم بازسازی شد. قلعه بعداً در سال ۱۴۳۳ توسط چارلز د مارت بازسازی شد. این قلعه از یک محوطه چهار گوش با برج‌های گرد و کناری و یک صحن پایین‌تر در مجاورت آن تشکیل شده است. برج بزرگ غربی احتمالاً متعلق به قرن چهاردهم است و به عنوان برجک دفاعی بوده است. چندین سبک معماری نشان داده شده است و سنگ چخماق و ماسه سنگ در ساختمان‌ها استفاده شده است. یک سنگر آجری و ساختمان‌های مختلف دیگر به محوطه اصلی اضافه شده‌اند.
دیوارهای شهر در حدود سال ۱۳۶۰ ساخته شد. دیوارها بین سالهای ۱۴۳۵ و ۱۴۴۲ گسترش یافتند. اگرچه شهر تا حد زیادی توسط بمباران دریایی انگلیس و هلند در سال ۱۶۹۴ ویران شد، قلعه جان سالم به در برد.
تا سال ۱۹۲۳، این قلعه دارای پادگان رافین بود. این شهر در سال ۱۹۰۳ توسط شهر خریداری شد و امروز خانه موزه دیپ با مجموعه عاجها (صلیب‌ها، تسبیح‌ها، مجسمه‌ها، پنکه‌ها، تنباکوها و غیره)، نمایشگاه‌های دریایی و اوراق و متعلقات کامی سن-سانس است.
این قلعه منظره ای پانوراما از شهر و ساحل را ارائه می‌دهد.
شاتو دی دیپ از سال ۱۸۶۲ به‌طور رسمی توسط وزارت فرهنگ فرانسه به عنوان یک بنای تاریخی طبقه‌بندی شده است.